# Ivan Efimovič Petrov
Ivan Efimovič Petrov (in russo Иван Ефимович Петров?; Trubčevsk, 18 settembre 1896 – Mosca, 7 aprile 1958) è stato un generale sovietico.
Entrò nell'Armata Rossa nel 1918 combattendo nella guerra civile mentre era di stanza a Samara. Prestò servizio nella successiva guerra contro la Polonia del 1920 e nella rivolta dei Basmachi nel 1922. Tra il 1920 ed il 1930 prestò servizio in vari distaccamenti dell'Asia centrale.